# ماریو مارتیرادونا
ماریو مارتیرادونا (انگلیسی: Mario Martiradonna; ۲۸ اوت ۱۹۳۸ – ۲۰ نوامبر ۲۰۱۱) بازیکن فوتبال اهل ایتالیا بود.
از باشگاه‌هایی که در آن بازی کرده‌است می‌توان به باشگاه فوتبال کالیاری و باشگاه فوتبال رجانا اشاره کرد.